# Campionati mondiali di karate 2010
La 20ª edizione del campionato mondiale di karate si è svolta a Belgrado presso la Beogradska Arena dal 27 al 31 ottobre 2010.

## Medagliere
| Nazione              | O | A | B |
| -------------------- | - | - | - |
| Serbia               | 3 | 0 | 1 |
| Italia               | 2 | 4 | 1 |
| Giappone             | 2 | 2 | 3 |
| Venezuela            | 2 | 0 | 0 |
| Francia              | 1 | 3 | 1 |
| Azerbaigian          | 1 | 1 | 1 |
| Cina                 | 1 | 0 | 1 |
| Australia            | 1 | 0 | 0 |
| Brasile              | 1 | 0 | 0 |
| Grecia               | 1 | 0 | 0 |
| Messico              | 1 | 0 | 0 |
| Vietnam              | 0 | 2 | 0 |
| Spagna               | 0 | 1 | 4 |
| Egitto               | 0 | 1 | 1 |
| Turchia              | 0 | 1 | 1 |
| Iran                 | 0 | 1 | 0 |
| Bosnia ed Erzegovina | 0 | 0 | 3 |
| Croazia              | 0 | 0 | 3 |
| Stati Uniti          | 0 | 0 | 3 |
| Perù                 | 0 | 0 | 2 |
| Guatemala            | 0 | 0 | 1 |
| Inghilterra          | 0 | 0 | 1 |
| Lettonia             | 0 | 0 | 1 |
| Macedonia            | 0 | 0 | 1 |
| Russia               | 0 | 0 | 1 |
| Svizzera             | 0 | 0 | 1 |
| Ungheria             | 0 | 0 | 1 |

## Podi

### Kata
| Posizione | Karateka          |
| --------- | ----------------- |
| 1         | Antonio José Díaz |
| 2         | Luca Valdesi      |
| 3         | Akio Tamashiro    |
| 3         | Itaru Oki         |

| Posizione | Karateka          |
| --------- | ----------------- |
| 1         | Yohana Sanchez    |
| 2         | Hoang Ngan Nguyen |
| 3         | Mirna Šenjug      |
| 3         | Rika Usami        |

| Posizione | Nazione                            |
| --------- | ---------------------------------- |
| 1         | Italia Maurino, Valdesi e Figuccio |
| 2         | Giappone                           |
| 3         | Spagna                             |
| 3         | Perù                               |

| Posizione | Nazione  |
| --------- | -------- |
| 1         | Giappone |
| 2         | Vietnam  |
| 3         | Italia   |
| 3         | Spagna   |

### Kumite
| Posizione | Karateka             |
| --------- | -------------------- |
| 1         | Douglas Santos Brose |
| 2         | Michele Giuliani     |
| 3         | Kalvis Kalnins       |
| 3         | Matias Gomez Garcia  |

| Posizione | Karateka                |
| --------- | ----------------------- |
| 1         | Dimitrios Triantafyllis |
| 2         | Hamed Ziksari           |
| 3         | Shinji Nagaki           |
| 3         | Ádám Kovács             |

| Posizione | Karateka        |
| --------- | --------------- |
| 1         | Rafael Aǧhayev  |
| 2         | Luigi Busà      |
| 3         | Miloš Jovanović |
| 3         | Nermin Potur    |

| Posizione | Karateka               |
| --------- | ---------------------- |
| 1         | Slobodan Bitevic       |
| 2         | Yavuz Karamollaoglu    |
| 3         | Ludovic Cacheux        |
| 3         | Islamoutdin Eldaruchev |

| Posizione | Karateka        |
| --------- | --------------- |
| 1         | Dejan Umicevic  |
| 2         | Mohanad Mohamed |
| 3         | Shahin Atamov   |
| 3         | Zharko Arsovski |

| Posizione | Karateka                          |
| --------- | --------------------------------- |
| 1         | Hong Li                           |
| 2         | Betty Aquilina                    |
| 3         | Tyler Avery Wolfe                 |
| 3         | Cheili Carolina Gonzalez Castillo |

| Posizione | Karateka         |
| --------- | ---------------- |
| 1         | Miki Kobayashi   |
| 2         | Sara Cardin      |
| 3         | Shannon Nishi    |
| 3         | Jelena Kovačević |

| Posizione | Karateka         |
| --------- | ---------------- |
| 1         | Kristina Mah     |
| 2         | Lolita Dona      |
| 3         | Diana Schwab     |
| 3         | Natalie Williams |

| Posizione | Karateka            |
| --------- | ------------------- |
| 1         | Yadira Lira         |
| 2         | Asumi Ishizuka      |
| 3         | Irene Colomar Costa |
| 3         | Hafsa Seyda Burucu  |

| Posizione | Karateka           |
| --------- | ------------------ |
| 1         | Greta Vitelli      |
| 2         | Nadege Ait Ibrahim |
| 3         | Merima Softić      |
| 3         | Lingling Tang      |

| Posizione | Nazione              |
| --------- | -------------------- |
| 1         | Serbia               |
| 2         | Azerbaigian          |
| 3         | Egitto               |
| 3         | Bosnia ed Erzegovina |

| Posizione | Nazione     |
| --------- | ----------- |
| 1         | Francia     |
| 2         | Spagna      |
| 3         | Croazia     |
| 3         | Stati Uniti |